# Lackendorf
Lackendorf (węg. Lakfalva, burg.-chorw. Lakindrof) – gmina w Austrii, w kraju związkowym Burgenland, w powiecie Oberpullendorf. 1 stycznia 2014 liczyła 577 mieszkańców.